# Regnier (cardinal, 1119)
Regnier (né  en Bourgogne) est un cardinal français du XIIe siècle. Il est membre de l'ordre des bénédictins.

## Biographie
Regnier est scriptor et  notaire au palais apostolique.
Le pape Calixte II le crée cardinal lors du consistoire de 1119. Reignier joint l'obédience de l'antipape Anaclet II en 1130 et nommé archiprêtre de la basilique libérien à Rome par l'antipape.